# Poringuin
Poringuin est une commune rurale située dans le département de Tibga de la province du Gourma dans la région de l'Est au Burkina Faso.

## Géographie
Poringuin est situé à 4 km au Nord-Ouest de Dianga et à 20 km au Nord de Tibga, le chef-lieu du département.

## Santé et éducation
Le centre de soins le plus proche de Poringuin est le centre de santé et de promotion sociale (CSPS) de Dianga. Le village possède une école primaire.